# 天然林

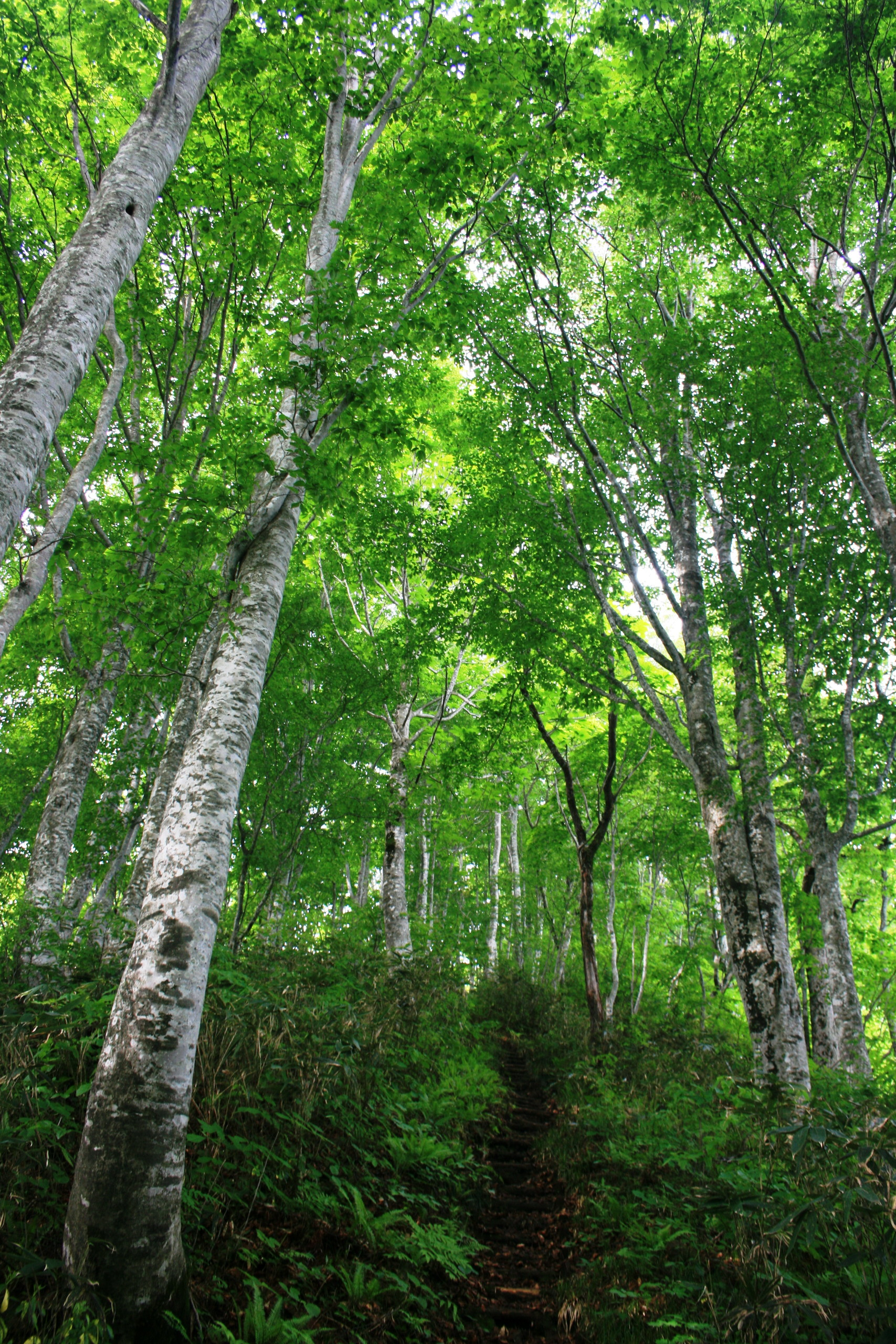
両白山地大門山のブナなどの天然林

天然林（てんねんりん）は、主に天然の力で形成されていて、天然更新による樹木の構成が優先してみられる森林。人工林の対義語。

## 概要
国際連合食糧農業機関（FAO）が作成・公表する世界森林資源評価（Global Forest Resources Assessment：FRA）では、天然更新による樹木の構成が優先している森林を天然林（Naturally regenerating forest）、植林や播種で成立した樹木が優先している森林を人工林（Planted forest）としている。なお、2015年のFRA2015までは「Natural Forest（天然林）」の内訳の一つとして「Naturally regenerating forest」があったが、2020年のFRA2020では「Naturally regenerating forest」と「Planted forest」はどちらも同レベルの天然林の総称として用いられている。
天然林は厳密には人手の加わらないあらゆる遷移段階（植生の初期の段階から群落の発達段階の終わりの段階の極相まで）を含む森林をいうが、天然林的要素を持ちながら伐採による人為的影響を受けている天然生林も含めて天然林と呼ぶこともある。天然林の場合は台風や森林火災などの自然攪乱による天然更新、天然生林の場合は伐採など人為攪乱による天然更新によって成立するが、天然生林も極相に達すれば天然林と同様になる。また、稚樹の不足部分への植栽など部分的に人為を加えた育成天然林も含むことがある。
なお、自然林は一般的には人為の影響が少ないままある程度遷移段階が進んでいる森林のことをいう。また、原生林は厳密には過去に人手が加わったことがなく、大きな自然攪乱の痕跡もない森林をいうが、実際には多少の人手が加わったことがあっても痕跡がなくなっているものは原生林と呼ばれている。

## 天然林の成長率
天然林の成長率（年率）は、伐採が定期的に行われる薪炭林（薪、木炭の原料となる森林）で5.7%、成長しきった天然性過熟林は1.6%として経済分析が行われたことがある。ただし薪炭林は、成長率は高いが蓄積自体は過少なものになるため成長量は少ないという特徴がある。